# Costus guanaiensis
Costus guanaiensis är en enhjärtbladig växtart som beskrevs av Henry Hurd Rusby. Costus guanaiensis ingår i släktet Costus och familjen Costaceae.

## Underarter
Arten delas in i följande underarter:
- C. g. guanaiensis
- C. g. macrostrobilus
- C. g. tarmicus